# Henschel Hs 132
El bombardero en picado monoplaza Henschel Hs 132 supuso un intento por conseguir un aparato tan veloz en sus picados que fuese virtualmente invulnerable a las defensas antiaéreas. 

## Historia y diseño
El diseño era casi único, ya que incorporaba un motor de propulsión a chorro y el piloto en posición de decúbito prono , ya que se comprobó que velocidades finales que superasen los 800 km/h significaban que el piloto sufriría inaceptables cargas gravitatorias al salir del picado. El Akaflieg Berlín B9 construido por DVL probó las ventajas de esta posición para permitir al piloto soportar mejor presiones de hasta 12 g , y como resultado de esto el Hs 132 fue desarrollado así. 
Las características del diseño permitían un perfil muy pequeño y una incrementada tolerancia del piloto a las altas aceleraciones.
El Hs 132A fue proyectado para ser propulsado por un turborreactor BMW 003A-1 de 800 kg de empuje, montado sobre el fuselaje. También se planeó el Hs 132B, con un turborreactor Junkers Jumo 004 B-2 de 900 kg de empuje, y el Hs 132C con un Heinkel-Hirth 011A-1 de 1300 kg. En 1945 comenzó la construcción de seis prototipos. 
En 1945 las tropas soviéticas capturaron la fábrica donde se hacían las pruebas del Hs 132 V1. Este avión nunca entró en servicio.

## Variantes propuestas
- Hs 132A 500 kg (1,102 lb) bombardero, sin cañones / Turborreactor BMW 003A-1 de 800 kg de empuje
- Hs 132B dos cañones 20mm MG 151 y bombas / Turborreactor Jumo 004B-2 de 900 kg de empuje
- Hs 132C Turborreactor Heinkel-Hirth 011A-1 de 1300 kg de empuje

## Especificaciones (Hs 132A)

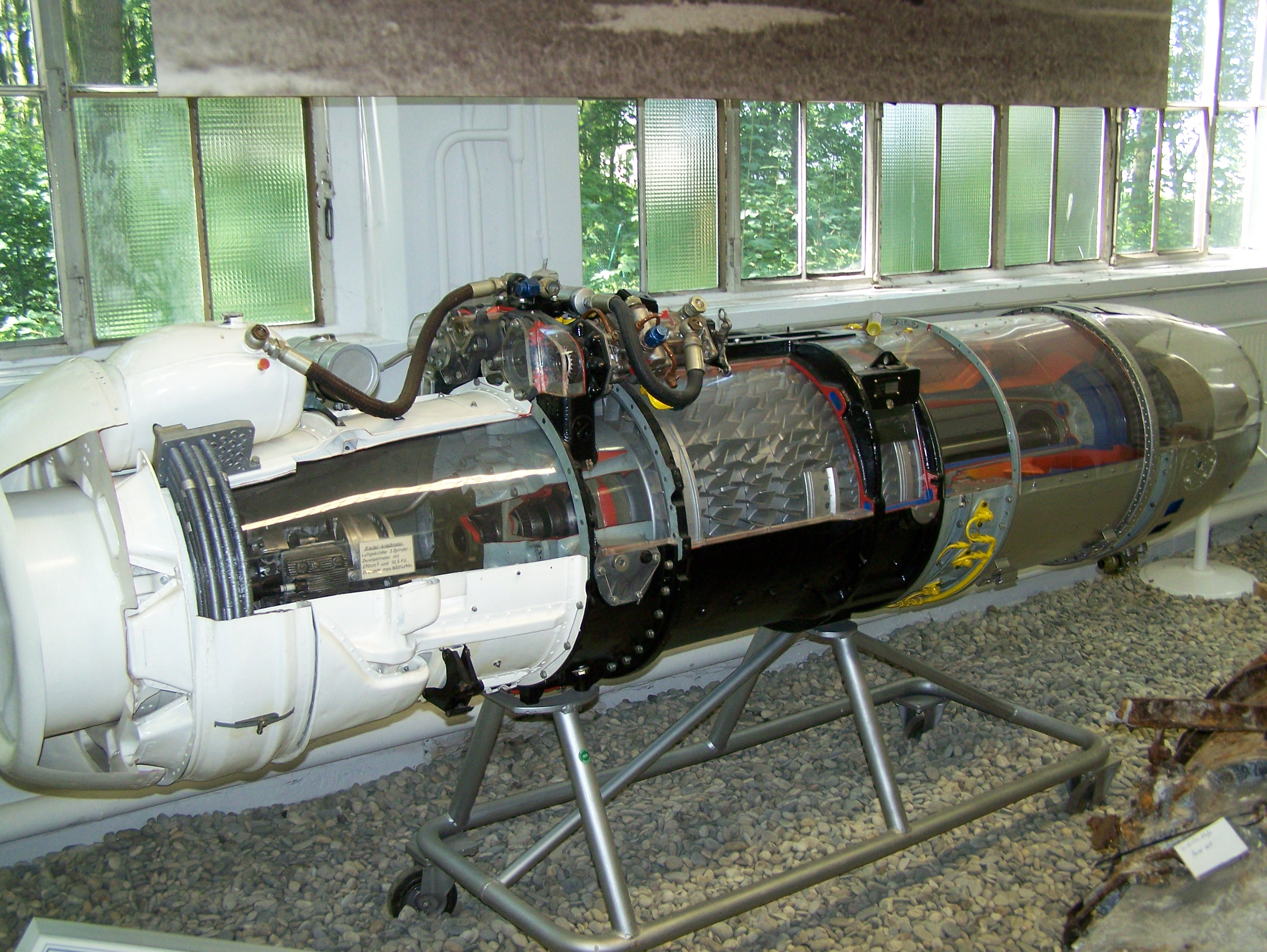
BMW 003 Museo de la Luftwaffe, Berlín Gatow

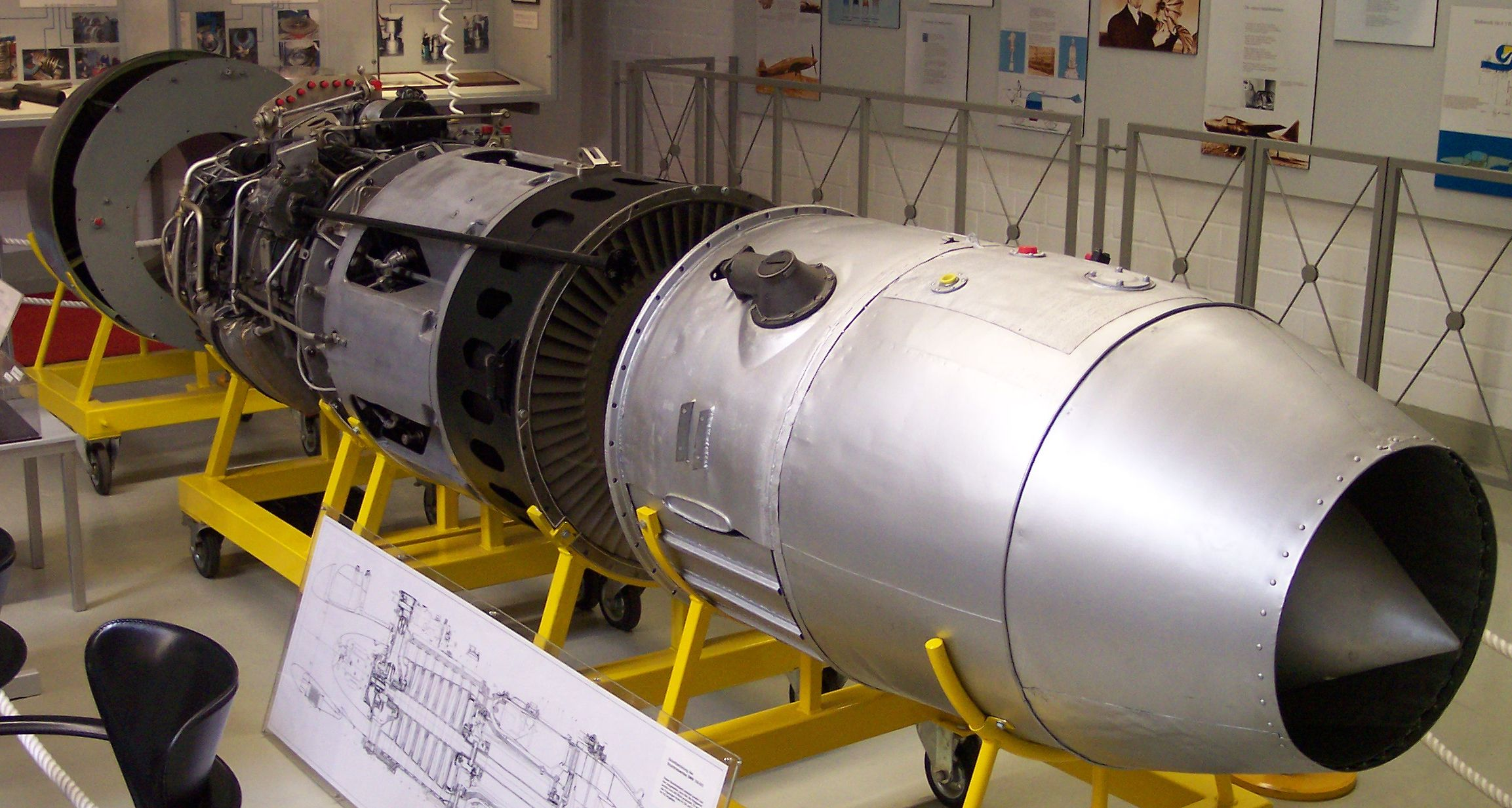
Junkers Jumo 004

### Características generales
- Tripulación: 1
- Longitud: 7,20 m
- Envergadura: 8,90 m
- Altura: 3 m (9,8 ft)
- Superficie alar: 14,80 m²
- Peso cargado: 3.400 kg
- Planta motriz: 1× turborreactor BMW 003A-1 (Hs 132A) / Jumo 004 ( Hs 132B).

### Rendimiento
- Velocidad máxima operativa (Vno): 700 km/h 780 sin bombas.
- Alcance: 1.120 km

### Desarrollos relacionados
- Heinkel He 162

### Secuencias de designación
- Sistema de designación aeronaves del RLM: ← Hs 129 · Hs 130 · Bü 131 · Hs 132 · Bü 133 · Bü 134 · Ha 135  →

### Listas relacionadas
- Anexo:Aeronaves militares de Alemania en la Segunda Guerra Mundial
- Anexo:Proyectos y prototipos de aviones de la Luftwaffe durante la Segunda Guerra Mundial